# Болотов Микола Олександрович
Микола Олександрович Болотов (нар. 19 лютого 1904, Кишинів — пом. 1955, Кишинів) — артист балету та балетмейстер.

## Життєпис
Закінчив Одеське театрально-художнє училище.
Працював в Одеському (балетмейстер у 1931—1933 роках), Харківському (очолював трупу в 1933—1934 роках), Дніпропетровському (керував балетною трупою у 1934—1935 роках) та Київському театрах опери та балету разом з П. П. Вірським.
У 1937 р. разом із П. П. Вірським заснував всесвітньо відомий Державний ансамбль українського народного танцю.
Очолював Молдавський танцювальний ансамбль «ЖОК».